# Канаані
Канаані (ханаані) — це молода експериментальна порода кішок. Їх почали розводити з метою створення домашньої кішки, зовні схожої на дику лісову. І результат був досягнутий: нова порода стала схожа на благородних плямистих котів. Багато хто порівнює канаані з оцикетом і саванами.

## Історія
Батьківщина породи — Єрусалим, Ізраїль. А назва «канаані» або «ханаані» пов'язане з історичною біблійною місцевістю Ханаан.
Вперше цих котів почали розводити в розпліднику «Ha Jeruschalmi» в 1990-х роках. Творцем вважається російсько-ізраїльський скульптор Доріс Полачек. Спочатку були схрещені дика і домашня кішки. Потім додалася кров орієнтальних короткошерстих, абіссінських і бенгальських котів.
Остаточний вигляд канаані був представлений у 2000 році. З 2008 року схрещування дозволено тільки всередині породи.

## Опис породи канаані
Кішки породи канаані мають середні або великі розміри й вагу від 4 до 8 кг. Канаані офіційно визнана лише міжнародною німецькою організацією WCF, адже саме в Німеччині тривалий час розводили цю породу. Детальний опис згідно WCF:
- Голова середніх розмірів, має форму широкого трикутника. Лоб на відміну від морди злегка опуклий, ніс прямий без різкого стопа, сильне підборіддя;
- Вуха широкі біля основи, великі й загострені на кінчиках, широко посаджені й здаються настороженими. Бажані пензлики на вухах, а на задній поверхні — візерунок у вигляді відбитка;
- Очі — великі, мигдалеподібні, широко посаджені й під невеликим нахилом (однак канаани орієнтального виду вважаються відхиленням від стандарту). Колір очей завжди зелений у дорослих котів (жовто-зелений допускається);
- Тіло — мускулисте, атлетичне, але струнке, граціозне й елегантне, довга шия;
- Лапи — довгі й стрункі, овальні подушечки лап, ходою нагадує велику дику кішку;
- Хвіст — довгий, досить товстий у підстави й звужується до кінчика;
- Шерсть — щільно прилегла до тіла, коротка, з невеликим підшерстям. За структурою швидше груба, ніж м'яка. Волосинки досить довгі, щоб розгледіти чіткий тикинг на основному кольорі й малюнку, але це не повинно змазувати плямистий візерунок.

## Характер
Коти канаані сильно прив'язуються до людини. Попри те, що ця порода дуже темпераментна, вихованця легко навчити побутових правил. Але приготуйтеся, що вам доведеться зіткнутися з упертістю і зайвою самовпевненістю цих кішок. Канаані може посидіти у вас на руках і трохи мурчати, але триватиме це недовго. Завдяки сильним заднім лапам ці коти дуже стрибучі й можуть забратися на будь-яку висоту. Це енергійні й спортивні тварини, яким потрібно забезпечувати немаленький простір для пересування й обов'язково кігтеточку. Вони дуже цікаві й постійно намагаються кудись залізти.
Канаані не люблять залишатися на самоті, але з задоволенням приймуть у свою компанію іншого кота або собаку.

## Забарвлення
Стандарт породи допускає відтінки забарвлення від бежевого до коричневого з плямами, які трохи розмиті через тикинга. Візерунок може бути плямистим або мармуровим. Таким чином, канаані може бути наступних кольорів:
- Плямистий сил,
- Шоколадний плямистий,
- Плямистий колір кориці,
- Мармуровий сил,
- Шоколадний мармуровий,
- Мармуровий колір кориці.

Сріблясті відтінки забарвлення не допускаються. Незалежно від забарвлення, на кінчику хвоста повинно бути мінімум три кільця. Це їх ознаки відмінності від інших порід. Сам кінчик хвоста і подушечки лап повинні бути чорними, як у справжньої лісової кішки. На шиї також «намисто», одне може бути розірваним. На лобі чітко видно візерунок у вигляді літери «М». Ніс цегляно-червоний з обідком в тон забарвлення.

## Догляд та здоров'я
Через те, що це досить молода порода, поки немає інформації про характерні для неї спадкові захворювання. Враховуючи, що у канаані є домішка крові бенгальської кішки, то від неї могла дістатися схильність до гіпертрофічної кардіоміопатії.
Крім того, у бенгальців дуже чутливий шлунок, тому і канаані потрібно годувати обережно. Не варто давати йому їжу зі свого столу, особливо це стосується жирної, солоної й солодкої їжі. Краще підібрати збалансований корм, збагачений в тому числі білками й вуглеводами. Ці коти не схильні до ожиріння, навпаки вони активно рухаються і витрачають енергію, але перегодовувати їх теж не потрібно.
В цілому, особливості догляду за канаані стандартні: вичісувати раз на тиждень, чистити зуби, вуха й очі, регулярно ходити до ветеринара.